# Baskická Wikipedie
Baskická Wikipedie je jazyková verze Wikipedie v baskičtině. Byla založena 6. prosince 2001. V lednu 2022 obsahovala přes 385 000 článků a pracovalo pro ni 12 správců. Registrováno bylo přes 130 000 uživatelů, z nichž bylo asi 600 aktivních. V počtu článků byla 33. největší Wikipedie. Byla druhou největší verzí (po katalánské) v evropském regionálním jazyce.

## Txikipedia
Uvnitř baskické Wikipedie od roku 2018 funguje podprojekt, v jehož rámci vznikají zjednodušené verze vybraných encyklopedických článků zaměřené na děti ve věku od 8 do 13 let. Projekt, který se nazývá Txikipedia (vyslovuje se Čikipedia), se původně inspiroval podobným nezávislým francouzským projektem Vikidia. V říjnu 2024 existovalo v Txikipedii přes 7000 článků.